# Садау (Сучава)
Садау (рум. Sadău) насеље је у Румунији у округу Сучава у општини Бродина. Oпштина се налази на надморској висини од 603 m.

## Становништво
Према подацима из 2002. године у насељу је живело 367 становника.

### Попис2002.
| Расподела становништва по националности 2002.‍ | Расподела становништва по националности 2002.‍ | Расподела становништва по националности 2002.‍ | Расподела становништва по националности 2002.‍ | Расподела становништва по националности 2002.‍ |
| --------------------------------------------- | --------------------------------------------- | --------------------------------------------- | --------------------------------------------- | --------------------------------------------- |
|                                               |                                               |                                               |                                               |                                               |
| Румуни                                        | Румуни                                        |                                               | 341                                           | 92,9%                                         |
| Украјинци                                     | Украјинци                                     |                                               | 26                                            | 7,1%                                          |